# Colotis antevippe
Colotis antevippe  es una especie de mariposa perteneciente a la familia Pieridae. Se distribuye por la ecozona afrotropical.
La envergadura de alas es de 45-45 mm. Los adultos pueden volar durante todo el año.
Las larvas se alimentan de  Boscia albitrunca, Boscia oleoides, Capparis sepiara, Maerua cafra, y Maerua juncea.

## Subespecies
Tiene las siguientes subespecies:
- C. a. antevippe (Mauritania, Senegal, Gambia, Mali, Guinea-Bissau, Guinea, Burkina Faso, Ghana, Benín, norte de Nigeria, Níger, norte de Camerún)
- C. a. zera (Lucas, 1852) (Sudán, Etiopía, Uganda, Kenia, Tanzania, República Democrática del Congo, sudoeste de Arabia Saudí, Yemen, Omán)
- C. a. gavisa (Wallengren, 1857) (Angola, República Democrática del Congo, sur de Tanzania, Malaui, Zambia, Zimbabue, Mozambique, Botsuana, Namibia, Sudáfrica, Suazilandia)